# رحمانية الزبون (غرب كارون)
رحمانية الزبون (بالفارسية: رحمانیه زبون) هي منطقة سكنية تقع في إيران في قسم غرب كارون الريفي. يقدر عدد سكانها بـ 0 نسمة بحسب إحصاء 2016.